# Derek Grant (Schlagzeuger)

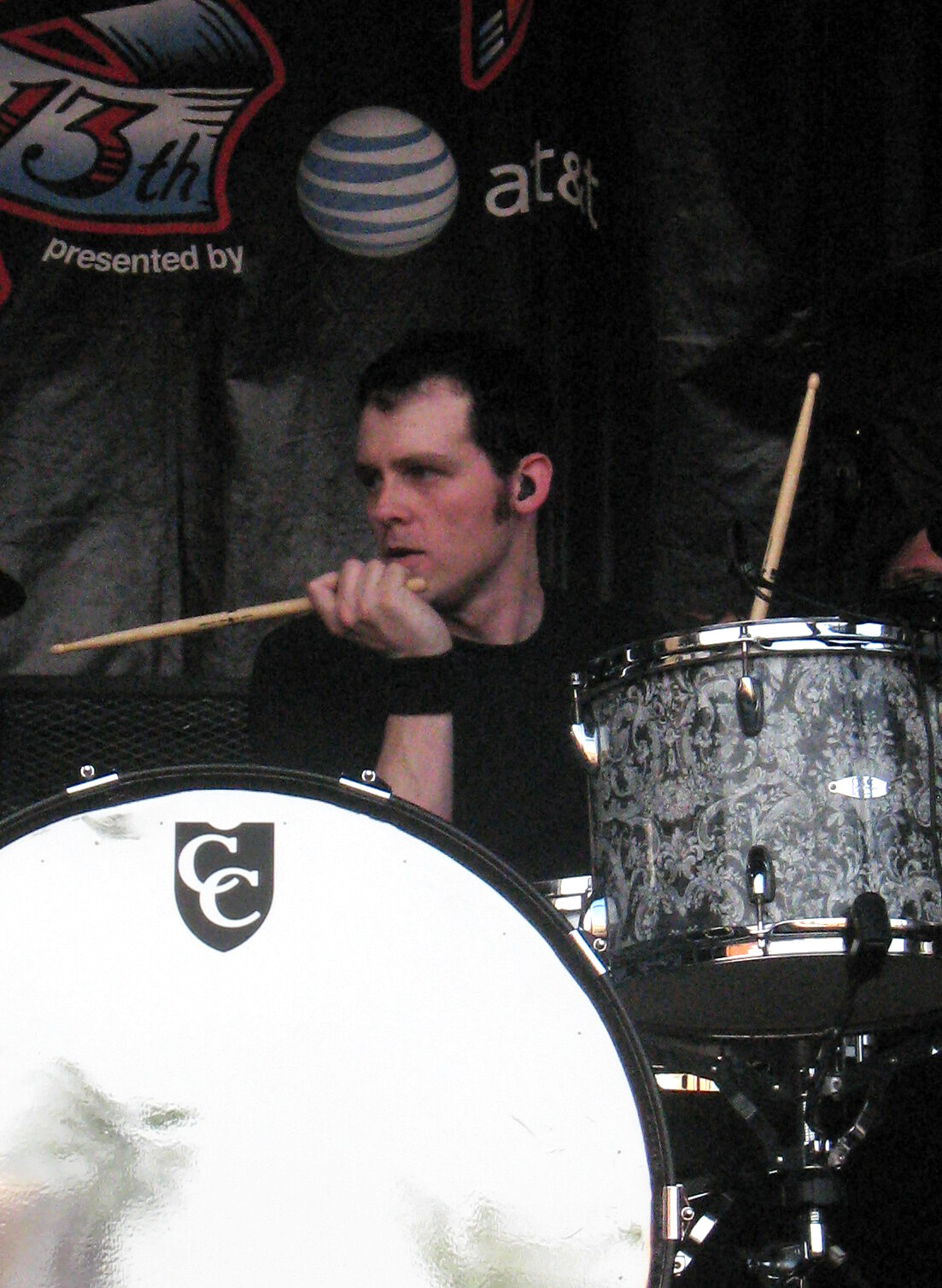
Grant bei der Warped Tour 07

Derek Grant (* 24. April 1977) ist ein US-amerikanischer Schlagzeuger. Bekannt wurde er durch sein Wirken bei der Punk-Rock-Band Alkaline Trio.
Grant spielte vorher bei Bands wie z. B. The Suicide Machines, Telegraph, Gyga, Thoughts of Ionesco, Remainder und vielen anderen. Er tourte außerdem mit Face to Face als Gitarrist und ersetzte bei einigen Auftritten der Vandals deren Schlagzeuger Josh Freese. Nachdem er 2003 zu Bassist Dan Andriano und Gitarrist Matt Skiba in das Alkaline Trio einstieg, beteiligte er sich dort am Songwriting und war für die Hintergrundgesänge zuständig. 2023 verließ er die Band, da ihm die Tour-Aktivitäten zu viel wurden.
Derek Grant ist ein Mitglied der Church of Satan. Er wohnt in Indianapolis.